# 7 juin dans les chemins de fer
7 mai 7 juillet
Chronologies thématiques
- Croisades
- Sports
- Disney

Cette page concerne les événements qui se sont déroulés un 7 juin dans les chemins de fer.

## Événements

### XIXesiècle
- 1826. France : concession de la ligne Saint-Étienne - Lyon (58 kilomètres), aux frères Seguin

### XXIesiècle
- 2001. France : inauguration en gare d'Avignon-TGV de la LGV Méditerranée, prolongeant les LGV Sud-Est et Rhône-Alpes jusqu'à Marseille et Nîmes.
- 2004. Afrique du Sud : annonce du calendrier de réalisation du Gautrain, ligne à grande vitesse devant relier Johannesburg à Pretoria en 2009.